# Diez

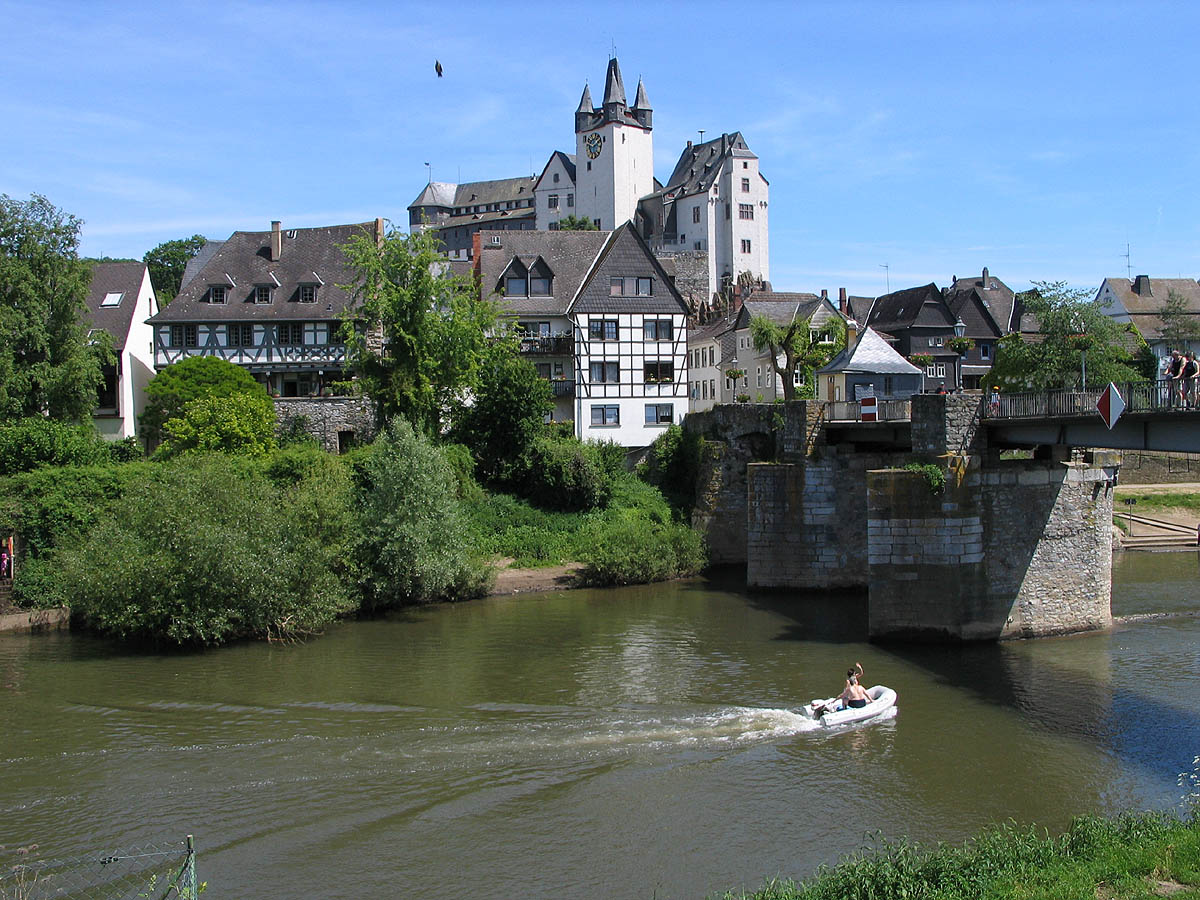
Blick über die Lahn auf das Grafenschloss

Die Stadt Diez ist ein staatlich anerkanntes Heilbad und eine ehemalige Residenzstadt an der Lahn im Rhein-Lahn-Kreis im Land Rheinland-Pfalz. Sie ist Verwaltungssitz der gleichnamigen Verbandsgemeinde.
Diez erfüllt nach rheinland-pfälzischer Landesplanung die Funktion eines Mittelzentrums und bildet zusammen mit der unmittelbar angrenzenden hessischen Stadt Limburg an der Lahn ein länderübergreifendes Doppelzentrum mit rund 47.000 Einwohnern.

## Geographie

### Geographische Lage

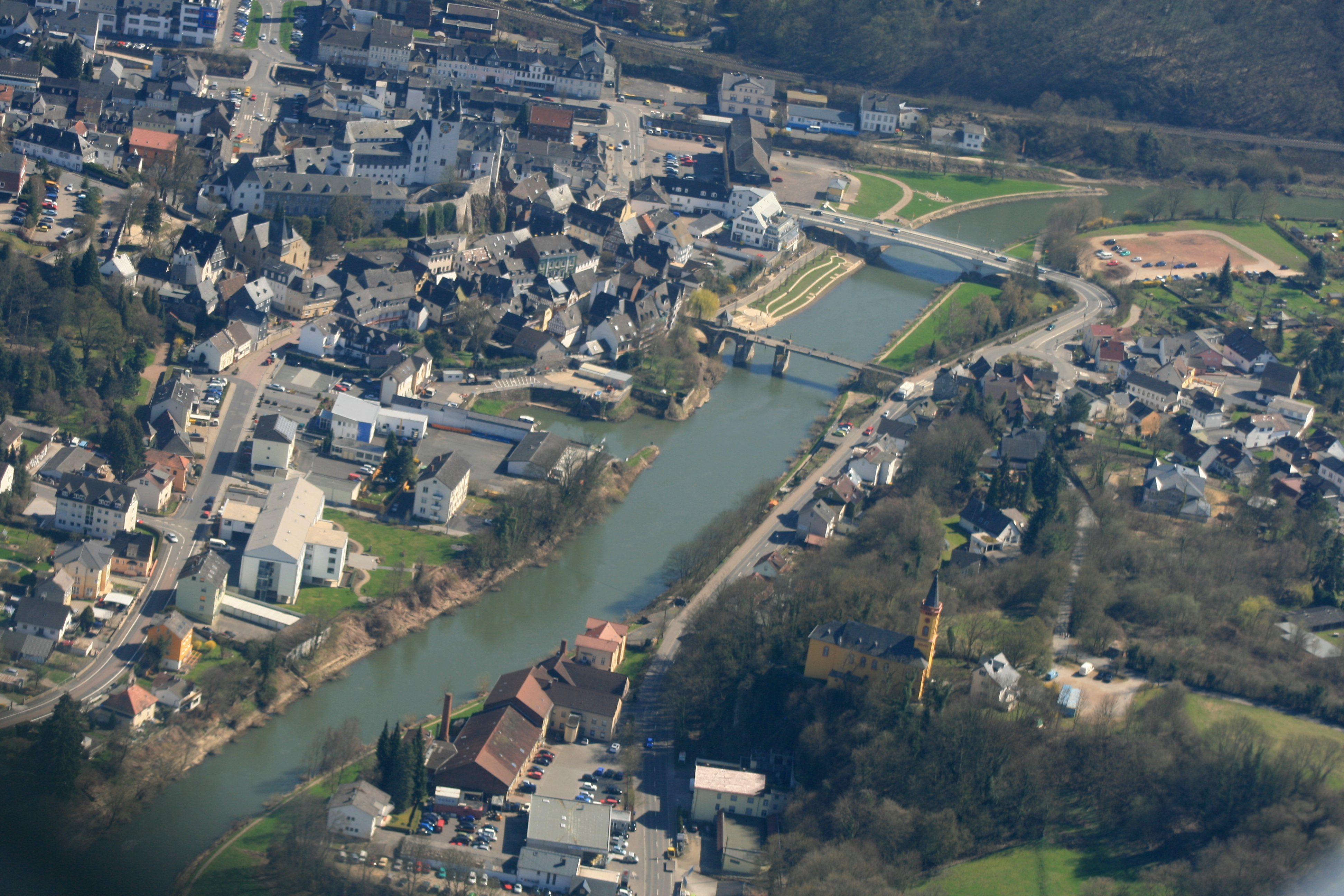
Historischer Stadtkern mit alter (vorne) und neuer Lahnbrücke sowie Schloss (links oben)

Das Zentrum von Diez liegt vier Kilometer südwestlich von Limburg an der Lahn und 31 Kilometer östlich von Koblenz. Die Stadt Limburg (Hessen) schließt sich nahtlos an Diez an.
Die Landschaft um Diez gehört zum Rheinischen Schiefergebirge. Das Lahntal bildet dabei die Grenze zwischen den Mittelgebirgen des nördlich gelegenen Westerwaldes und des nach Süden ansteigenden Taunus.
In der Diezer Pforte verlässt die Lahn das Limburger Becken und geht, von ansteigenden Terrassenfluren begleitet, bei Fachingen in das Untere Lahntal über.
Die Stadt Diez liegt an der Mündung von der Aar (im Taunus entspringend) in die Lahn. Der einzige Stadtteil Freiendiez liegt östlich des Stadtzentrums an der Aar.

### Bodenkunde
Die Böden in der Region Diez gehören überwiegend zu den Braun- bzw. Parabraunerden.

## Geschichte
Erste menschliche Siedlungsspuren für die Altsteinzeit (20.000–12.000 v. Chr.) fand man im Höhlensystem der Wildweiberlei (zwischen Diez und Altendiez). Auch in keltischer Zeit war der Diezer Raum besiedelt; davon zeugen Hügelgräber und Funde von latènezeitlicher Keramik. Ein bei Diez entdecktes Reihengräberfeld deutet auf eine in der Merowingerzeit bestehende Besiedlung hin.
Der Ortsname Diez wandelte sich im Lauf der Zeit vom fränkischen Theodissa über Thidesse/Diedisse und Dietz hin zu der heutigen Schreibweise Diez. Die Siedlung Theodissa wurde 790 in einer Urkunde Karls des Großen als Besitztum der Abtei Prüm erwähnt. In der nach-karolingischen Zeit gehörte Diez, im Bereich des Niederlahngau, zum Herrschaftsbereich der Konradiner.
Die Grafen von Diez wurden im Jahr 1073 zum ersten Mal namentlich in einer Verkaufsurkunde von Gütern in Bodenheim erwähnt. Heinrich II. von Diez (1145–1189) begleitete Friedrich Barbarossa auf dessen Italienzügen und war dort an diplomatischen Verhandlungen beteiligt. Sein Sohn Heinrich III. gehörte dem Regentschaftsrat und dem Erzieherkreis Heinrichs VII. an.
Graf Gerhard IV. (1276–1308) gründete 1289 ein Kollegiatstift am Fuße des Burgbergs. Die Gründungsgemeinschaft stammte aus dem Chorherrenstift Salz. Das Stift wurde nach der Patronin der Kirche Sankt Marien Stift benannt.
Die Stadt Diez erhielt durch Ludwig den Bayern 1329 das Stadtrecht. Eine Stadtbefestigung mit Mauer und fünf Toren wurde daraufhin errichtet.
Die Dynastie der Grafen von Diez erlosch im Jahr 1386.
Ab 1453, nach dem Tod seines Sohnes, nannte sich Philipp der Ältere Graf von Katzenelnbogen-Diez. In seinen Besitzurkunden findet sich schon 1446 ein Weingarten jenseits der Brücke von Henne Krebs. 1479 starb die männliche Linie der Grafen von Katzenelnbogen aus. Landgraf Heinrich III. von Hessen erbte die Grafschaft und mit ihr auch Diez. Der Titel Graf zu Diez (Dietz) ist bis heute Bestandteil des Familiennamens im Haus Hessen.
1634 näherte sich der Infant Don Fernando mit seinen Truppen der Stadt und Grafschaft von Diez. In die Stadt hatten sich die gesamten Einwohner mit ihrer besten Habe geflüchtet. Mutig trat ihm die Fürstin Sophie Hedwig von Braunschweig-Wolfenbüttel (1592–1642) mit ihrem Hofstaat entgegen, (die Witwe von Ernst Casimir von Nassau-Dietz 1573–1632) und lud ihn mit seinen höheren Offizieren zur Tafel. Der ritterliche junge Herr nahm die Einladung an und verschonte auf die Fürsprache der Fürstin Stadt und Land mit jeglicher Contribution. Er hielt, um alle etwaigen Plünderungen zu verhüten, beim Abzug auf der Straße, bis alle seine Truppenteile die Lahnbrücke passiert hatten.
Die Schweden versuchten 1634 vergeblich, die Lahnbrücke zu sprengen (die Pulverladung war zu schwach; nur ein Brückenpfeiler verschob sich von seiner Stelle).

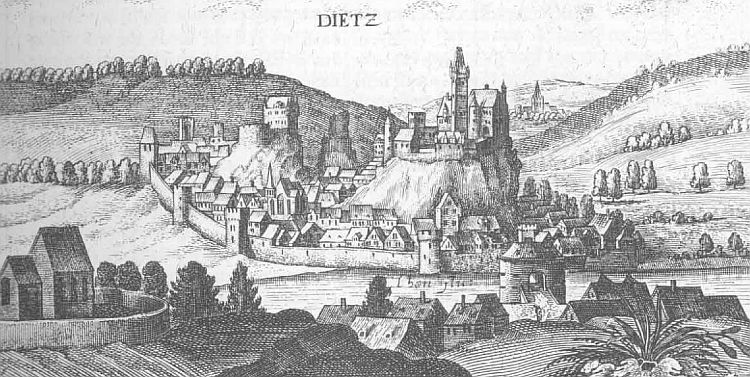
Diez – Auszug aus der Topographia Hassiae von Matthäus Merian 1655

Diez wurde später der Stammsitz der Grafen von Nassau-Diez, die im 17. und 18. Jahrhundert als Statthalter in den Niederlanden Dienst taten und auf die das heutige niederländische Königshaus zurückgeht.
Am 16./17. September 1796 kam es im Zuge des Ersten Koalitionskrieges zwischen Österreichern und Franzosen in der Gegend zwischen Diez und Limburg (vor allem in der Diersteiner Aue) zur Schlacht bei Limburg. Nach dem Gefecht auf dem Mensfelder Kopf zogen sich die Franzosen vor den heranrückenden Österreichern über die Lahnbrücke zurück durch die Stadt Diez. Um die Verfolger aufzuhalten, setzten sie die Häuserreihen in der engen Straße vor der Brücke in Brand. Sie erschossen jeden, der versuchte die Flammen zu löschen; deshalb brannten große Teile der heutigen Altstadt ab. Diez diente den Österreichern und den Franzosen abwechselnd als Einquartierungsort.

Dietz an der Lahn 1912

Ende des 18. Jahrhunderts gingen alle linksrheinischen Gebiete an Frankreich („Franzosenzeit“) und das Fürstentum Oranien entstand. 1806 ging die Grafschaft Nassau-Diez im Herzogtum Nassau auf. 1810 bis 1818 bestand das Oberappellationsgericht Diez. Nach der Annexion des Herzogtums Nassau durch Preußen im Deutschen Krieg im Jahr 1866 wurde das „Nassauer Land“ und damit auch Diez preußisch. Aufgrund der preußischen Verordnung vom 22. Februar 1867 wurde das Amt Diez aufgelöst und der Unterlahnkreis mit der Kreisstadt Diez gebildet. Anfangs gehörte auch Limburg zum Unterlahnkreis; Limburg bekam im Jahr 1886 den Sitz des neu errichteten Kreises Limburg.
Im Zuge der Gebietsreform von 1969 wurden der Unterlahnkreis und der Loreleykreis (Sitz: St. Goarshausen) zum Rhein-Lahn-Kreis zusammengelegt; zu seinem Sitz wurde die Kurstadt Bad Ems ernannt. Damit verlor Diez seine Funktion als Kreisstadt.
Philipp von Hessen, der Oberpräsident der ehemaligen Provinz Hessen-Nassau, verfügte 1938 die Eingemeindung der finanzstarken Gemeinde Freiendiez in die Stadt Diez. Damals zählte Freiendiez über 3000 Einwohner und hatte mehr als 900 ha Gemarkungsfläche. Die ehemalige selbstständige Gemeinde wurde zum Stadtteil Diez-Ost. 1988 konnte eine Bürgerinitiative die offizielle Umbenennung des Stadtteils in „Freiendiez“ erreichen.
An die Hinrichtung von sechzehn jungen Luxemburgern im Herbst 1944 erinnert im Robert-Heck-Park ein Denkmal. Unmittelbar daneben befindet sich ein Gedenkstein für NS-Opfer. 
Am 7. Februar 1984 verursachte ein Hochwasser Schäden in Millionenhöhe.

### Niederadel
In Diez waren im Hochmittelalter mehrere Ritterfamilien angesiedelt. Vermutlich handelte es sich bei ihnen um einstige Burgmannen der Grafen von Diez, die aus der Schicht der Ministerialen hervorgegangen waren. Allerdings hatten sie sich im frühen 13. Jahrhundert, in dem die Familien erstmals fassbar werden, schon weitgehend aus der Verbindung zum Grafenhaus gelöst.
Das bedeutendste und langlebigste Haus wird meist nur von Diez oder nach ihrem Hauptsitz Burg Ardeck benannt. Sie führten einen goldenen oder silbernen Löwen in einem roten Schild. Die Familie führte den Titel der Erbmarschälle der Grafschaft Diez und nutzte diesen auch lange nach dem Ende der Grafschaft bis ins 18. Jahrhundert hinein. Ihr ältestes Mitglied wurde 1291 erwähnt. Zahlreiche Mitglieder treten als Amtleute Kurtriers und verschiedener nassauischer Linien in der Region auf, vereinzelt auch im gesamten Rheinland und bis in das heutige Saarland. Bedeutende Mitglieder waren Dietrich der Alte († zwischen 1543 und 1569), Burggraf zu Ehrenbreitstein, Anna, 1545 Äbtissin des Klosters Dierstein, Emmerich († wohl 1560), Verweser des Klosters Dierstein, Johann Valentin († zwischen 1610 und 1612), kurmainzischer Prokurator und markgräflich badener Rat zu Mainz. Das letzte Mitglied im Mannesstamm starb 1733, das letzte weibliche Mitglied 1778. Durch die lange Existenz sammelte das Haus umfangreichen Besitz in der Region an, der sich von Diez aus insbesondere nach Norden, Osten und Südosten ausdehnte. Es sind aber auch Besitzungen unter anderem in Darmstadt, Ochtendung, Kobern an der Mosel, Kreuznach und Bergzabern nachgewiesen.
Die Specht von Diez werden im Jahr 1215 erstmals erwähnt, tauchen aber bald vor allem als von Bubenheim oder Specht von Bubenheim nach dem heute wüsten Ort Bubenheim nahe Kirberg auf. Die Familie führte einen schräggegitterten Balken im Schild. Sie dürften Verwandte der von Ahlbach und der von Kirchdorf-Kirberg gewesen sein. Die Familie ist nur bruchstückhaft nachweisbar und taucht mit Ämtern und Lehen in Diez, Montabaur, Netzbach, Fachingen, Holzheim, Aull, Erbach bei Camberg und Freiendiez auf. Letzte Nachkommen der Familie lassen sich 1352 in Montabaur fassen.
Die Rödel von Diez (nicht zu verwechseln mit der Familie Rödel nach dem gleichnamigen Hof bei Welterod) waren möglicherweise aus einer unebenbürtigen Verbindung eines Grafen von Diez hervorgegangen. Darauf deuten zwei übereinanderschreitende Leoparden in ihrem Schild hin. 1263 werden die Rödel erstmals erwähnt. Neben Diez waren eine vor 1362 erbaute Burg bei Hahnstätten und eine Ganerbschaft auf Burg Reifenberg die Sitze der Familie. Bedeutendes Mitglied war Dietrich oder Tilmann († 1323), Dekan zu St. Florin in Koblenz. Letztmals ist die Familie 1395 erwähnt. Die Familie war mit Streubesitz in der Region bis nach Steinbach und Thalheim bei Hadamar, Burglehen in Montabaur, Balduinstein und Rheineck und größeren Besitzungen in Rhens, Breisig und Andernach begütert.
Kleinere, kaum fassbare Familien sind die vom Turm in Diez, die von 1253 bis 1326, und die Nail von Diez, die von 1299 bis 1367 erwähnt werden.

### Einwohnerentwicklung
| Diez: Einwohnerzahlen von 2012 bis 2024 | Diez: Einwohnerzahlen von 2012 bis 2024 | Diez: Einwohnerzahlen von 2012 bis 2024 | Diez: Einwohnerzahlen von 2012 bis 2024 | Diez: Einwohnerzahlen von 2012 bis 2024 |
| --------------------------------------- | --------------------------------------- | --------------------------------------- | --------------------------------------- | --------------------------------------- |
| Jahr                                    |                                         |                                         |                                         | Einwohner                               |
| 2012                                    | 2012                                    |                                         | 10.759                                  | 10.759                                  |
| 2015                                    | 2015                                    |                                         | 12.073                                  | 12.073                                  |
| 2020                                    | 2020                                    |                                         | 11.072                                  | 11.072                                  |
| 2024                                    | 2024                                    |                                         | 11.428                                  | 11.428                                  |
| Quelle(n): statistik.rlp.de             |                                         |                                         |                                         |                                         |

## Religionen

### Konfessionsstatistik
Mit Stand 30. Juni 2005 waren von den Einwohnern 44,7 % evangelisch, 26,8 % römisch-katholisch und 28,5 % waren konfessionslos oder gehörten einer anderen Glaubensgemeinschaft an. Der Anteil der Protestanten und Katholiken an der Gesamtbevölkerung ist seitdem jährlich um 1 % gesunken. Ende September 2024 hatten 29,4 % der Einwohner die evangelische Konfession und 19,9 % die katholische. 50,7 % gehörten anderen Konfessionen oder Glaubensgemeinschaften an, waren ohne Angabe oder konfessionslos.

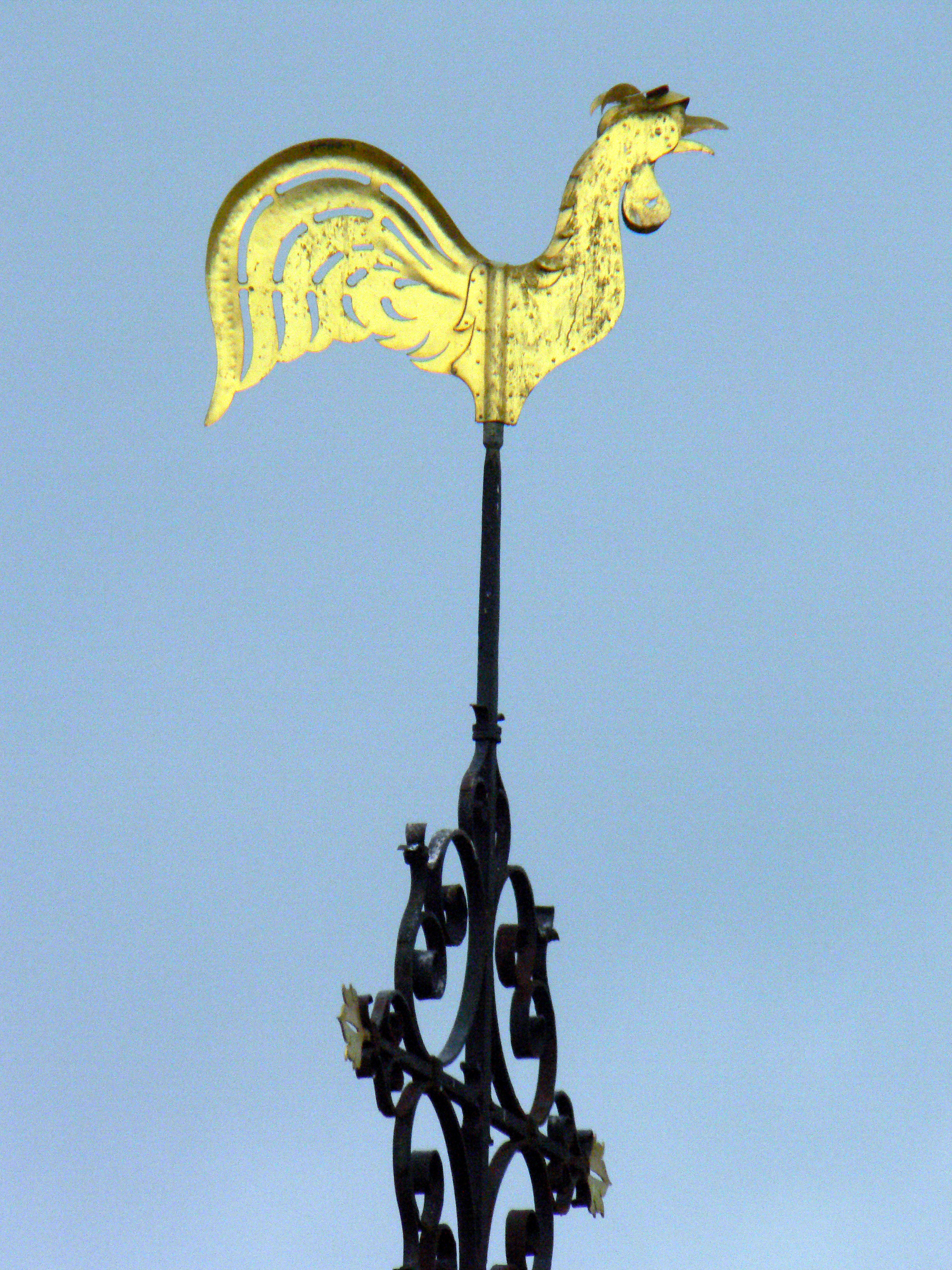
Wetterhahn auf der Stiftskirche

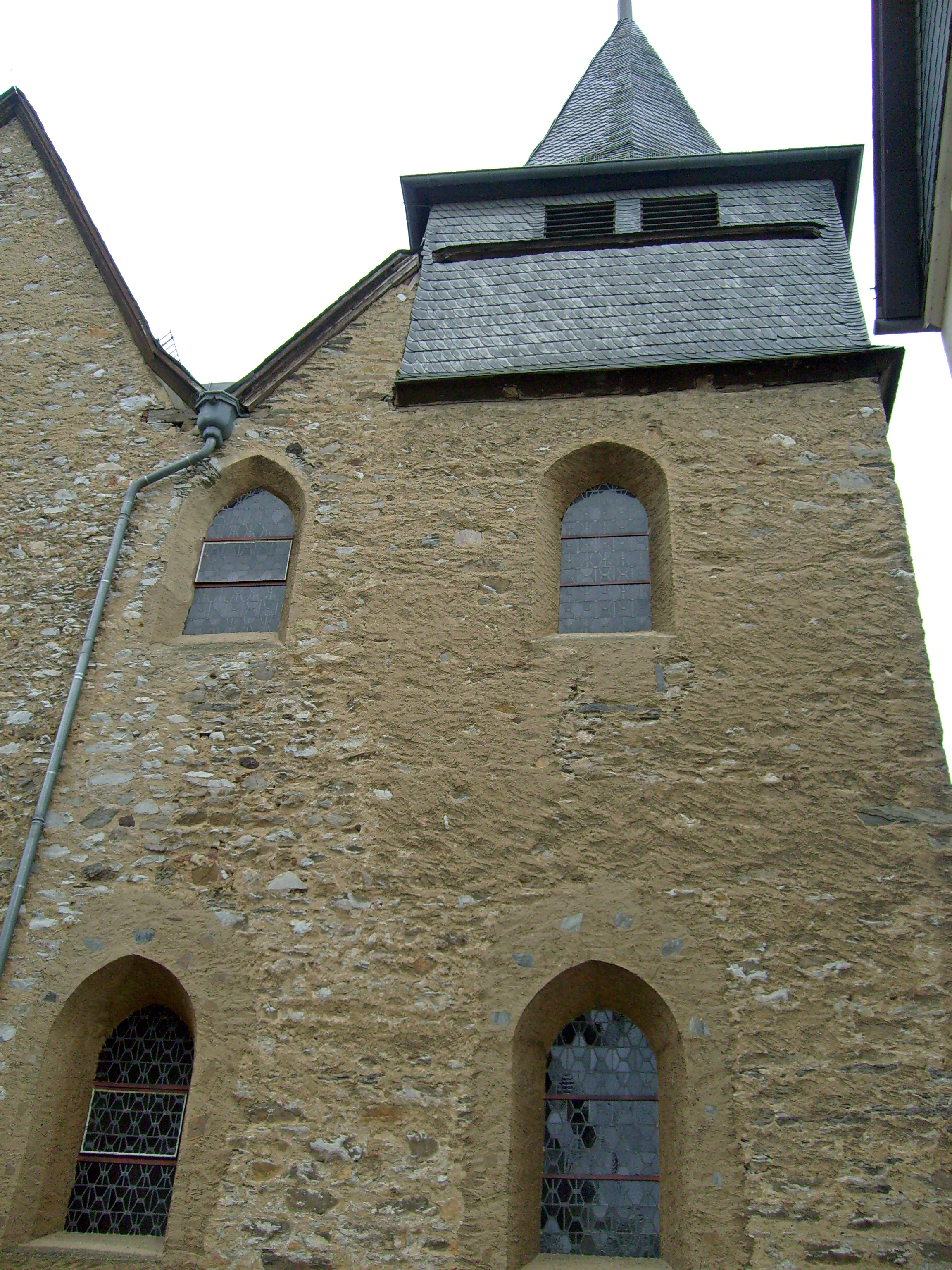
Stiftskirche Diez

### Christentum

#### Römisch-Katholische Kirche
Die Stadt Diez ist der römisch-katholischen Pfarrei St. Christophorus Diezer Land in Diez zugeordnet und gehört mit ihr zum pastoralen Raum Diez, welcher selbst wiederum dem Bezirk Limburg im Bistum Limburg eingegliedert ist.

#### Evangelische Kirche (EKHN)
Auf evangelischer Seite ist die Kernstadt Diez der Stiftskirchengemeinde und der Stadtteil Freiendiez der Kirchengemeinde St. Jakobus, jeweils im Dekanat Nassauer Land der Propstei Rheinhessen-Nassauer Land in der Evangelischen Kirche in Hessen und Nassau (EKHN), zugehörig.

### Judentum
Einwohner jüdischen Glaubens ließen sich in Diez bereits im Mittelalter nachweisen (1286 bzw. 1303). In den Jahren 1337 und 1348/49 war auch die jüdische Bevölkerung in Diez von Pogromen betroffen. Die Höchstzahl von jüdischen Einwohnern wurde 1895 mit 130 Personen gezählt.
Zunächst war Diez auch der Sitz des Bezirksrabbinats, ab Ende des 18. Jh. dann Sitz des Landesrabbiners von Nassau-Oranien. Ab 1860 gehörte dann die jüdische Gemeinde in Diez zum Rabbinatsbezirk Ems.
In Diez bestand ein deutsch-israelitisches Kinderheim bis zu seiner Schließung im Jahr 1935. Eine Gedenktafel auf dem Schlossberg (oberhalb der Schlossbergtreppe) erinnert an die Vertreibung und Deportation der Kinder und ihrer Erzieher(innen) am 20. August 1935.
Die Synagoge wurde in den Novemberpogromen 1938 geschändet, die Inneneinrichtung zerstört. Nach dem Krieg wurde das Gebäude 1951 abgebrochen.
Nach 1939 wurden 12 Diezer jüdischer Herkunft deportiert und in den NS-Konzentrationslagern ermordet.
Ein alter jüdischer Friedhof (angelegt am Anfang des 17. Jahrhunderts) wurde in der Zeit des Nationalsozialismus eingeebnet. Auf dem Grundstück befindet sich heute das Finanzamt.
Ein neuerer jüdischer Friedhof (angelegt am Ende des 19. Jahrhunderts) liegt auf dem Guckenberg in Diez.

## Politik

### Stadtrat
Der Stadtrat in Diez besteht aus 28 Ratsmitgliedern, die bei der Kommunalwahl am 9. Juni 2024 in einer personalisierten Verhältniswahl gewählt wurden, und der ehrenamtlichen Stadtbürgermeisterin als Vorsitzender.
Sitzverteilung im Stadtrat:
| Wahl | SPD | CDU | FDP | FWG | BfD | WGR | Gesamt   |
| ---- | --- | --- | --- | --- | --- | --- | -------- |
| 2024 | 10  | 5   | 2   | 11  | –   | –   | 28 Sitze |
| 2019 | 10  | 8   | 3   | 7   | –   | –   | 28 Sitze |
| 2014 | 8   | 9   | 2   | 6   | 3   | –   | 28 Sitze |
| 2009 | 7   | 7   | 3   | 6   | 5   | –   | 28 Sitze |
| 2004 | 7   | 9   | 2   | 3   | 6   | 1   | 28 Sitze |

- FWG = Freie Wählergruppe Diez-Freiendiez e. V.
- BfD = Bürger für Diez e. V.

### Stadtbürgermeister
Annette Wick (SPD) wurde bei der Direktwahl im Mai 2019 mit 57,1 % der Stimmen zur Stadtbürgermeisterin gewählt und setzte sich damit gegen Axel Fickeis (CDU) mit 42,9 % durch. Bei der Direktwahl am 9. Juni 2024 wurde sie bei einer Wahlbeteiligung von 50,5 % mit einem Stimmenanteil von 57,6 % gegen Frank Dobra (FWG) für weitere fünf Jahre in ihrem Amt bestätigt. Ihr nun für die FWG angetretener Vorgänger Frank Dobra erreichte 42,4 %.
Wicks Vorgänger Frank Dobra (damals noch CDU) wurde im Mai 2014 zum Stadtbürgermeister gewählt. Dessen Vorgänger Gerhard Maxeiner war 25 Jahre im Amt. Zur Wiederwahl 2019 trat Dobra nicht an.

### Hoheitssymbole

Bannerflagge

Die Stadt Diez führt ein Dienstsiegel, ein Wappen und eine Flagge.
| Wappen der Stadt Diez | Blasonierung: „In Rot zwei übereinander stehende Wappenleoparden in goldgelb, blau bewehrt (Zunge blau, Zähne weiß).“ |
| Wappen der Stadt Diez | |

### Partnerstadt
Partnerstadt von Diez ist der sächsische Kurort Bad Düben.

## Kultur und Sehenswürdigkeiten

### Bauwerke
Beherrscht wird das Stadtbild vom hochmittelalterlichen Grafenschloss Diez, dessen älteste Teile im 11. Jahrhundert erbaut wurden. Von 1743 bis 1784 wurde das Grafenschloss als nassauisches Amtshaus genutzt, danach diente es als Strafanstalt beziehungsweise Zuchthaus bis 1927. Im 18. und 19. Jahrhundert befand sich hier die bedeutendste Verarbeitungsstätte des Lahnmarmors.
Seit 24. Juni 2006 ist es ein Jugendgästehaus des Deutschen Jugendherbergswerks und bietet seit dem 3. Oktober 2007 dem neuen Museum im Grafenschloss Platz (im Arbeitsflügel und im Gotischen Haus).
Unterhalb des Grafenschlosses liegt die mittelalterliche Stiftskirche, erbaut von Graf Gerhard 1289. Sie war Maria geweiht und Sitz eines Chorherrenstifts. Im Inneren befinden sich mehrere Grabmäler Diezer und Nassauer Adliger, unter denen das künstlerisch aufwändig gestaltete der Fürstin Amalie von Diez-Nassau hervorsticht. Weiteres markantes Ausstattungsstück ist der romanische Grabstein. Er ist älter als die Kirche, sein Ursprung ist unbekannt.
Die Stadtmauer sowie Reste eines der Stadttore aus dem 14./15. Jahrhundert sind noch teilweise erhalten.
Am nördlichen Stadtrand liegt das Barockschloss Oranienstein, das 1684 Fürstin Albertine Agnes (1634–1696) auf den Ruinen des Benediktinerinnenklosters „Dierstein“ errichten ließ. Ihre Nichte Henriette Amalie von Nassau-Diez, eine geborene Prinzessin von Anhalt-Dessau, gestaltete das Schloss 1696 zu einem Barockschloss um. Unter ihr wurde der Bau dann endgültig nach 21 Jahren im Jahr 1705 fertiggestellt.

### Museen
Das Museum Nassau-Oranien in Schloss Oranienstein bietet regelmäßige Führungen durch die barocken Räumlichkeiten des Schlosses an und zeigt die Bezüge von Diez, über das Adelsgeschlecht der Oranier zum heutigen niederländischen Königshaus auf.
Das Museum im Grafenschloss Diez im Grafenschloss Diez – Themen der Dauerausstellung: Vor- und Frühgeschichte, Geschichte des Grafenschlosses, Stadtgeschichte Diez (vom Mittelalter bis heute), Fürstengalerie.

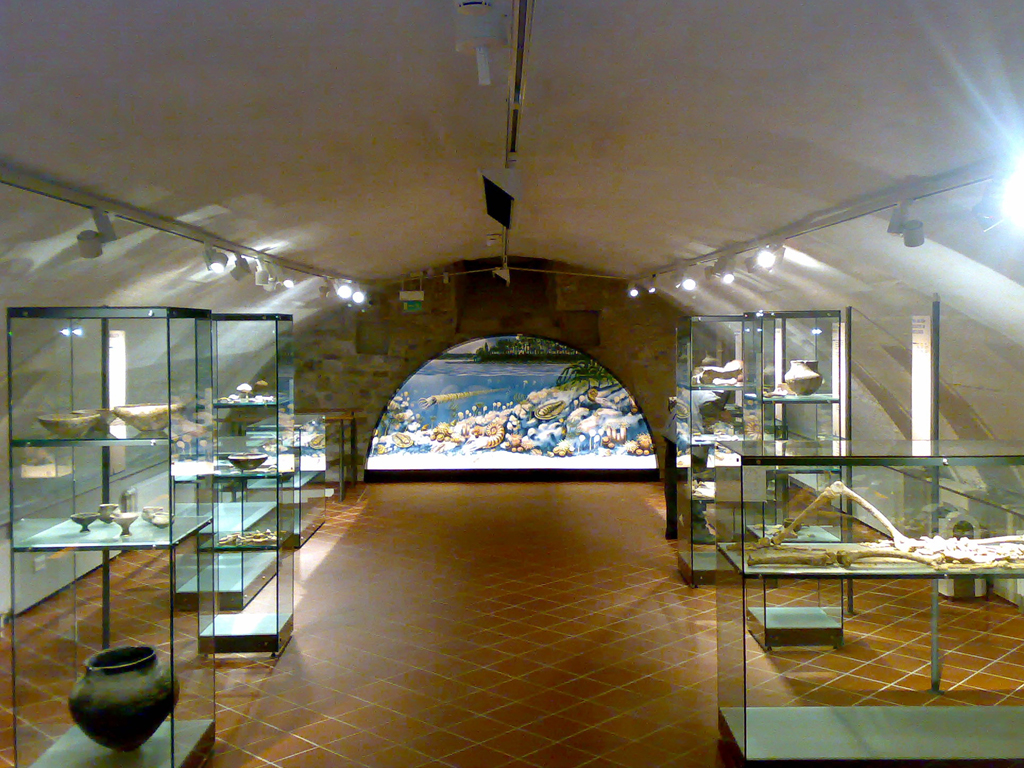
Museum im Grafenschloss Diez

### Stadtwald „Hain“
Der Hain ist der Diezer Stadtwald. Das rund 40 Hektar große Gelände war ursprünglich Teil der Parkanlage von Schloss Oranienstein. Wilhelm V. (1748–1806) schenkte das Areal den Bürgern der Stadt Diez. Heute dient der Hain als Naherholungsgebiet mit Spielplatz, Trimm-Dich-Pfad und Tennis- sowie Minigolfplätzen. Ein Kletterpark im Diezer Stadtwald wurde Ende 2023 geschlossen.

### Musik und Konzerte
- Oraniensteiner Konzerte
- Konzertveranstaltungen in Haus Eberhard

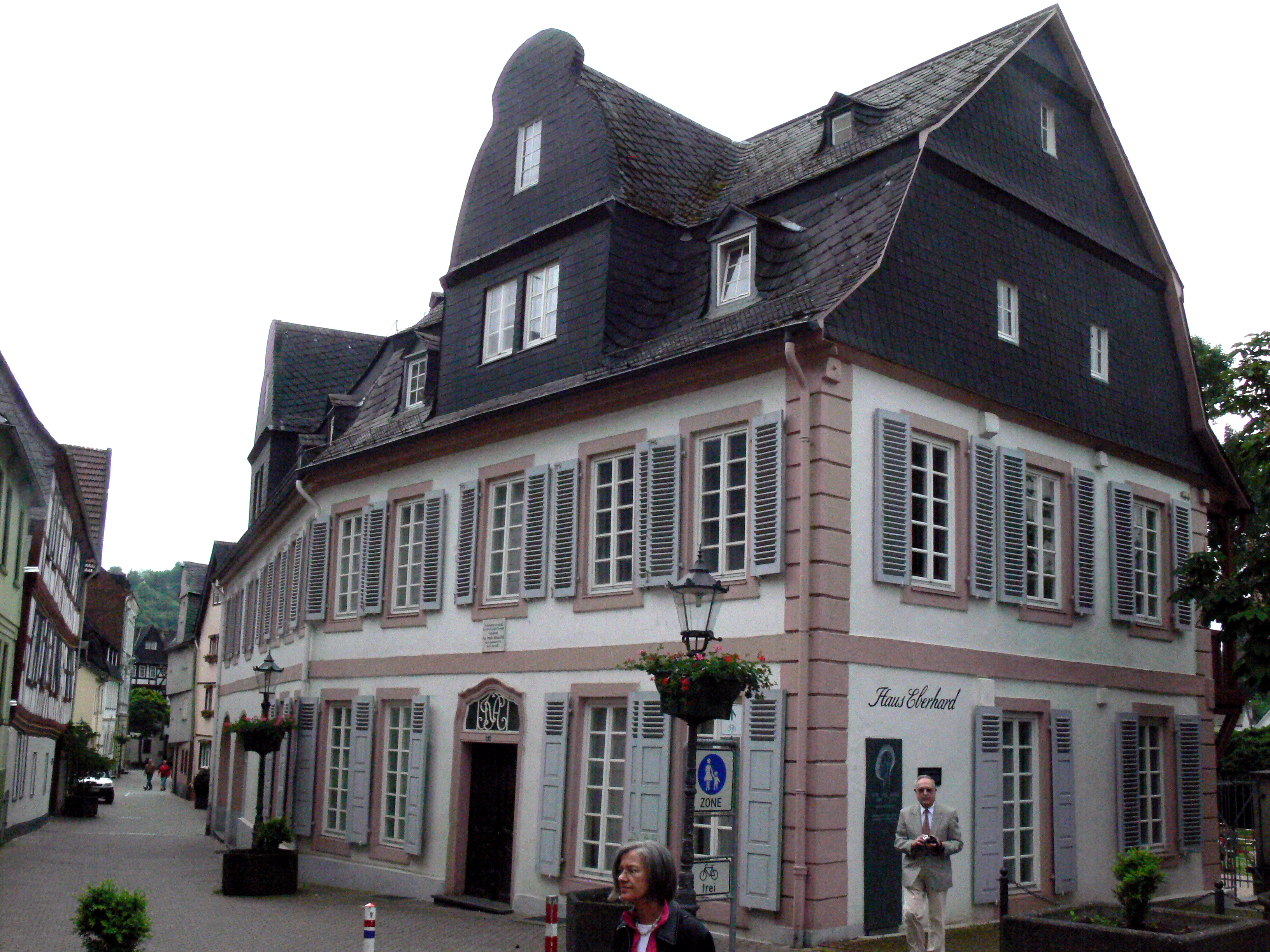
Haus Eberhard in der Pfaffengasse

- Geistliche Musik
- Chöre, Chormusik
- Musikvereine
- Kalkwerk-Festival

### Bildende Kunst
- Ateliers im Kulturspeicher
- Ateliers im Wilhelm-von-Nassau-Park
- Malkreis in Haus Eberhard
- Ausstellungen in Haus Eberhard

### Darstellende Kunst
- So-Theaterverein im Kulturspeicher
- Theodissabühne
- Theater im Kalkwerk

### Kulturzentren und Veranstaltungsorte
- Haus Eberhard (Ausstellungen, Konzerte, Lesungen, Feste und Feiern)
- Kulturspeicher mit Theaterbühne, Ateliers und Musik-Proberäumen
- Kalkwerk mit Proberäumen, Theatergruppe(n), jährlich stattfindendes Kalkwerk-Festival
- Schlossfels-Garten (Live-Musik, Workshops, Lesungen, Fest und Feiern)

### Feste, Unterhaltung, Brauchtum
- Karneval
- Kirmes
- Feste (Altstadt-Fest, Frühlingsmarkt, Martinsmarkt, Hainfest, Schloss-Biwak in Oranienstein)

### Weitere Einrichtungen
- Stadtbibliothek (neueröffnet im Theodor-Osmers-Haus, Wilhelmstr. 48 seit 19. Mai 2008)[29]
- Stadtarchiv im Haus Eberhard

## Wirtschaft und Infrastruktur
Diez ist Bundeswehrstandort (siehe dort) und verfügt über verschiedene Kleinindustrie. Von Bedeutung war die Kalk- und Marmorindustrie, doch wurden die meisten Steinbrüche in den 1970er Jahren stillgelegt.

### Ansässige Unternehmen
Seit 1978 ist Diez Sitz des Unternehmens W. F. Kaiser u. Co. GmbH, im allgemeinen Sprachgebrauch bekannt als Kaiser Backformen.

### Behörden, Institutionen, Einrichtungen
- Amtsgericht
- Agentur für Arbeit Montabaur (Geschäftsstelle Diez)
- Bundespolizeiakademie: Aus- und Fortbildungszentrum Diez[30]
- Vermessungs- und Katasteramt Sankt Goarshausen, Außenstelle Diez
- Finanzamt
- Verbandsgemeindeverwaltung
- Justizvollzugsanstalt
- Kraftfahrzeug-Zulassungsstelle
- TÜV Rheinland Prüfstelle Diez
- Landesbetrieb Liegenschafts- und Baubetreuung (LBB), Niederlassung Diez
- Landesbetrieb Mobilität Rheinland-Pfalz (LBM), regionale Dienststelle Diez
- Wasser- und Schifffahrtsamt Koblenz, Außenstelle Diez
- UKW-Sender des SWR (Sender Lahntal, freistehender Stahlfachwerkturm bei 50.368898 N 8.012574 O)

### Stadtentwicklung und Standortmarketing

#### Bündnis Innenstadt Diez (BID)
Nach dem Vorbild des nordamerikanischen Konzepts des Business Improvement District hat sich 2006/2007 eine Genossenschaft in Diez zusammengeschlossen, um als private Immobilien- und Standortgemeinschaft die Innenstadt von Diez zu beleben und (mit-)zu entwickeln. Eine Basis dazu bietet auch die intensive Zusammenarbeit mit der Verbandsgemeinde Diez. Auf diese Weise werden synergetisch private und kommunale Ressourcen genutzt werden, um auch neue Möglichkeiten der Entwicklung für den Geschäfts- und Dienstleistungssektor der Stadt umsetzen zu können. Zwischen dem Bündnis Innenstadt Diez (BID) und der Stadt Diez wurde dazu im Mai 2008 ein entsprechender Kooperationsvertrag geschlossen.

#### Oraniertisch
Die Initiativ-Gruppe Oraniertisch von Diezer Bürgerinnen und Bürgern ist ein nichtgewerblicher Zusammenschluss zur Entwicklung der Lebenswelt der Stadt und Region Diez.
Diese Arbeit findet in sechs bestehenden Arbeitskreisen statt, die sich innerhalb ihres Themengebiets Arbeitsschwerpunkte und Projekte wählen und bearbeiten.

## Verkehr

### Individualverkehr
Die Bundesautobahn 3 mit der Anschlussstelle 41 Diez und die Bundesstraßen 54 und 417 sowie die Landesstraße 318 stellen die Hauptverkehrsadern für Diez dar. Die B 417 führt dabei seit März 2022 durch den 334 Meter langen und 40 Millionen Euro teuren Geisenbergtunnel, der die Innenstadt vom Durchgangsverkehr entlastet.

### Eisenbahnverkehr

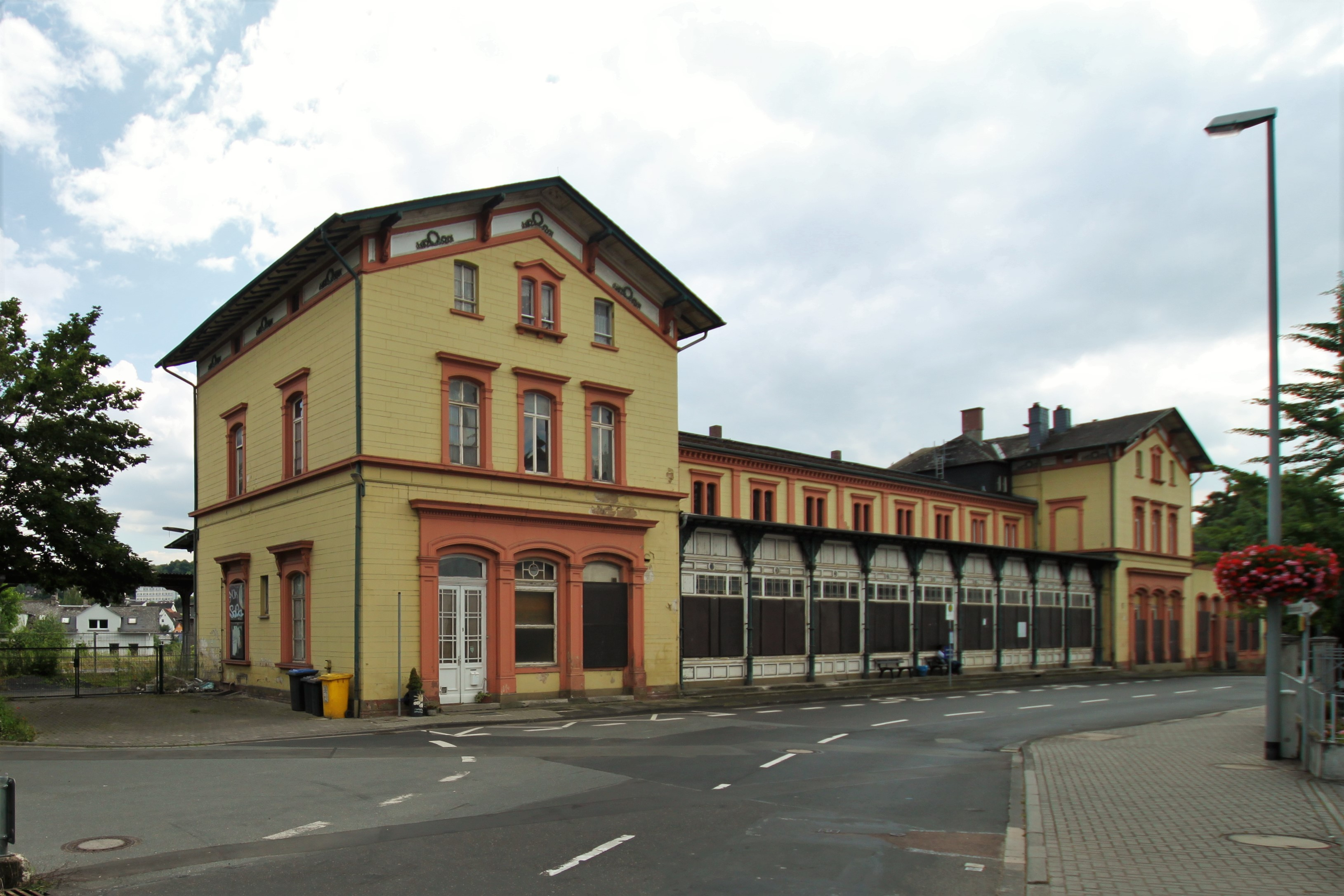
Bahnhof Diez an der Lahntalbahn

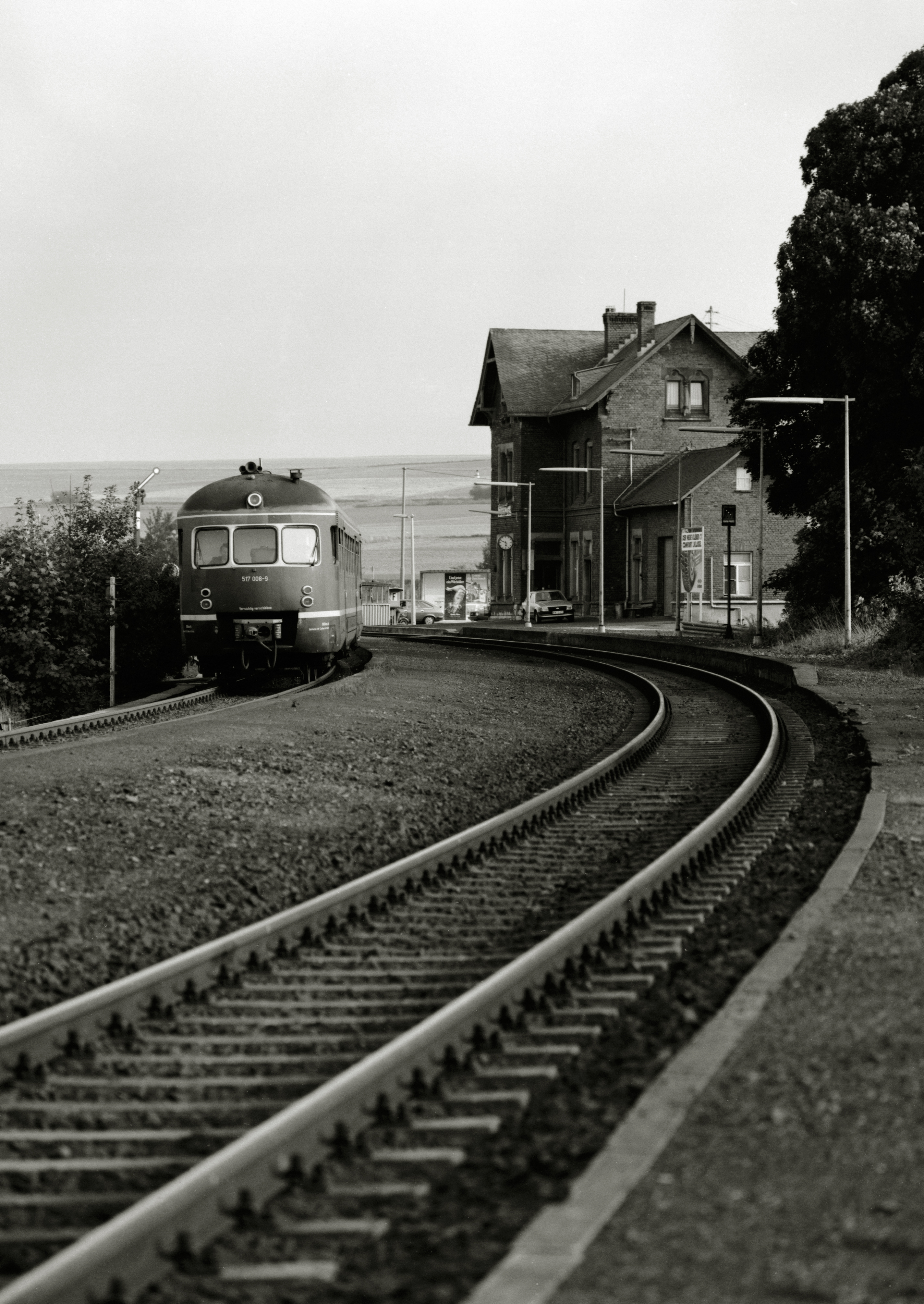
Der Haltepunkt Diez Ost an der Unterwesterwaldbahn sowie der Westerwald-Sieg-Bahn

Der Bahnhof Diez liegt an der Lahntalbahn. Hier verkehrt die Regionalbahnlinie RB 23 Lahn-Eifel-Bahn (Limburg–Bad Ems–Koblenz–Andernach–Mayen Ost) sowie der Lahntal-Express RE25 (Koblenz Hbf–Bad Ems–Limburg–Wetzlar–Gießen) der Deutschen Bahn. Von Limburg kommend zweigt die Bahnstrecke Limburg–Altenkirchen mit dem Haltepunkt Diez Ost an der Stadtgrenze zu Limburg ab und stellt die Verbindung in den Westerwald her. Von Diez Ost verkehren täglich Züge der Hessischen Landesbahn (HLB) als RB 90 Westerwald-Sieg-Bahn (Limburg (Lahn)–Westerburg–Altenkirchen–Siegen) sowie die Linie RB 29 auf der Unterwesterwaldbahn (Limburg–Montabaur–Siershahn).
Die Reaktivierung der stillgelegten Aartalbahn in Richtung Wiesbaden ist in ihrem rheinland-pfälzischen Abschnitt seit dem Jahr 2008 in der politischen Diskussion, eine Umsetzung allerdings nicht absehbar.
Das denkmalgeschützte Empfangsgebäude von 1862 ist ein neunachsiger klassizistischer Putzbau mit turmartig erhöhten Seitenrisaliten. Sein Zustand ist jedoch auch nach dem Verkauf an eine Recycling-Firma 2011 weiterhin desolat.
Barrierefreiheit ist nicht gegeben.

### Stadtbus- und Regionalbusverkehr
Zahlreiche Buslinien im Verkehrsverbund Rhein-Mosel (VRM) verbinden Diez im öffentlichen Personennahverkehr mit dem Umland. Die Buslinie 580 (St. Goarshausen-Rheinfähre – Katzenelnbogen – Diez – Bahnhof Limburg (Lahn)-Südseite – Bahnhof Limburg Süd) verbindet Diez mit dem Rheinland, dem Fernbahnhof Limburg-Süd sowie dem Gewerbegebiet Industriestraße in Diez. Des Weiteren verkehrt die Buslinie 450 (Montabaur-Nentershausen-Diez-Limburg), welche Diez mit den Mittelzentren Montabaur und Limburg verbindet. Innerhalb Diez verkehrt ebenso die Linie 581 (Stadtverkehr Diez) auf dem Fahrtweg Diez Schulstraße – Finanzamt – Bahnhof Diez – Rathaus – Diez Schulstraße – Kiga Schläfer – Toom-Markt – Schulstraße. Die Buslinien 566 und 570 verkehren von Limburg über Diez, Hahnstätten und Rückershausen nach Michelbach, wobei die Linie 566 hauptsächlich für den Schulverkehr zuständig ist.

### Fernbusverkehr
Die nächste Anschlussmöglichkeit an den Fernbusverkehr besteht an der Fernbushaltestelle des Bahnhofs Limburg-Süd. Von hier aus verkehren Fernbusse der Firmen DeinBus.de und Flixbus und in Richtung Frankfurt am Main, Mainz, Wiesbaden und Köln.

### Tourismusverkehr
Die Stadt ist eine Station an der deutsch-niederländischen Ferienstraße Oranier-Route, der Lahn-Ferien-Straße und dem Rheinischen Sagenweg.

## Bildung, Erziehung, Schulen

### Kindergärten und Kindertagesstätten
- Katholischer Kindergarten, Schlesierstraße
- Evangelischer Kindergarten und Kindertagesstätte, Schloßberg
- Evangelische Kindertagesstätte, Friedhofstraße
- Evangelischer Kindergarten, Bert-Brecht-Straße
- Waldorf-Kindergarten, Wilhelm-von-Nassau-Park

### Schulen
- Karl-von-Ibell-Schule, Grundschule
- Pestalozzischule, Grundschule und Schwerpunktschule, Stadtteil Freiendiez
- Sophie-Hedwig-Gymnasium, Ganztagsschule und Gymnasium
- Nicolaus-August-Otto-Schule, u. a. Berufsschule, Berufsfachschulen verschiedener Ausrichtung, Berufsoberschule, Berufliches Gymnasium mit den Fachrichtungen Wirtschaft und Umwelttechnik
- Freie Waldorfschule Diez, Ganztagsschule und Gesamtschule mit dreizehn Klassenstufen
- Optonia, private Fachschule für Augenoptik und Optometrie
- IB-Außenstelle Diez des Internationalen Bunds (IB), außerbetriebliche Ausbildung von benachteiligten und behinderten Jugendlichen und jungen Erwachsenen
- Theodissa Realschule plus Diez, Ganztagsschule und Realschule plus, Schulträger: Kreisverwaltung Rhein-Lahn

### Bildungsträger und Erwachsenenbildung
- Volkshochschule und Verein für Volksbildung e. V.

### Jugendzentrum und Jugendhilfe
- Albert-Schweitzer-Familienwerk Rheinland-Pfalz/Saarland e. V., Schaumburger Straße, Wochen- und Kindergruppe Diez
- Jugendzentrum, Wilhelm-von-Nassau-Park

## Gesundheits- und Sozialwesen

### Krankenhaus und Fachklinik
- St. Vincenz Krankenhaus Diez
- Reg. Schmerzzentrum DGS

### Rettungs- und Hilfsdienste
- Freiwillige Feuerwehr Diez-Freiendiez
- Deutsches Rotes Kreuz Rettungsdienst Diez
- Deutsches Rotes Kreuz Ortsverein Diez
- Deutsche Lebens-Rettungs-Gesellschaft Diez/Altendiez
- Malteser Hilfsdienst Rhein-Lahn

### Sport und Freizeit
- Campingplatz an der Lahn
- Hallenbad Oranienbad Diez-Limburg
- Eissporthalle Diez, Am Hallenbad
- Minigolfplatz im Hain
- Lahn-Lama-Touren in und um Diez
- Baggersee Diez „Baggersee-Beach-Club“

## Persönlichkeiten

### Söhne und Töchter der Stadt
- Philipp Heinrich Hoen (1576–1649), Jurist, Professor und Staatsmann
- Georg Daniel Raht (1740–nach 1815), nassauischer Amtmann
- Friedrich Herborn (1786–1842), Kaufmann und Mitglied des Nassauischen Landtags
- Friedrich Gustav Habel (1792–1867), Privatgelehrter, Archivar und Burgenforscher
- Clemens de Lassaulx (1809–1906), Forstmann in der Rheinprovinz, bekannt als „Vater des Eifelwaldes“
- Wilhelm Dilthey (1810–1862), nassauischer Amtmann
- Ludwig Eibach (1810–1868), evangelischer Geistlicher und Kirchenrat
- Julius Oppermann (1825–1880), Revolutionär der 1848er Jahre
- Heinrich Velde (1827–1905), Architekt, Königlicher Eisenbahn- und Betriebsinspektor
- Emil Lieber (1858–1938), Amtsrichter und Mitglied des Preußischen Abgeordnetenhauses
- Anny Schäfer (1859–1952), Schriftstellerin
- Ernst Scheuern (1868–1953), Bürgermeister und Ehrenbürger von Diez, Landrat
- Erwin von Nasse (1869–1920), Landrat des Kreises Kreuznach von 1903 bis 1920
- Robert Heck (1873–1958), Bürgermeister von Diez 1920–1933 und 1945–1950, Historiker und Schriftsteller
- Hermann Gross (1875–nach 1929), Beamter, Ökonomierat und Präsident der Landwirtschaftskammer für die Provinz Hannover
- Ernst von Nasse (1875–1931), Landrat des Kreises Hagen von 1924 bis 1929
- Maria Batzer (1877–1965), Schriftstellerin
- Karl Zimmermann (1885–1943), Fotograf
- August Jäger (1887–1949), Jurist, als Kriegsverbrecher 1949 in Posen hingerichtet
- Renate Lenz-Fuchs (1910–2001), deutsche Juristin und ehemalige Bürgermeisterin von Diez
- Inge Moossen (1911–unbekannt), Theaterregisseurin und Autorin
- Ernst Otto Köpke (1914–2009), Maler und Grafiker
- Erich Meckel (1919–1981), Politiker und Landtagsabgeordneter
- Hansjürgen Rosenbauer (* 1941), Fernsehmoderator und ORB-Intendant
- Bernd Westphal (* 1944), Diplomat
- Fritz Korbach (1945–2011), Fußballtrainer
- Christa Prets (* 1947), österreichische Politikerin, ehemaliges Mitglied des EU-Parlaments
- Georg Ruby (* 1953), Jazzmusiker
- Priska Hinz (* 1959), Politikerin
- Ina Weber (* 1964), Bildhauerin
- Sabine Hornung (* 1971), Archäologin
- Eve-Marie Becker (* 1972), evangelische Theologin
- Markus Wingenbach (* 1978), ehemaliger Fußballschiedsrichter
- Roman Weidenfeller (* 1980), Fußballspieler
- Svenja Spriestersbach (* 1981), Handballspielerin
- Michael Stahl (* 1987), Fußballspieler
- Hanne Kah (* 1991), Musikerin
- Marvin Esser (* 1994), Fußballspieler
- Maren Busch (* 1996), Kommunalpolitikerin
- Tim Weißmann (* 1997), Fußballspieler
- Olivia Gürth (* 2002), Leichtathletin

### Persönlichkeiten, die vor Ort gewirkt haben
- Sophie Hedwig von Braunschweig-Wolfenbüttel (1592–1642), Ehefrau von Ernst Casimir (Nassau-Dietz)
- Johann Hermann Steubing (1750–1827), Kirchenhistoriker, Topograph, Heimatforscher und evangelischer Geistlicher in Diez
- Adrian Diel (1756–1839), Pomologe und Balneologe
- Joseph Heß (1801–nach 1867), Kaufmann, Politiker, Bürgermeister von Diez (1848–1866), MdL Nassau
- Fritz Philippi (1869–1933), evangelischer Pfarrer in Diez (1904–1911) und Schriftsteller
- Carl Hubert Sattler (1880–1953), ab 1945 Augenarzt in Diez
- Fritz von Unruh (1885–1970), Schriftsteller
- Gudrun Weyel (1927–2011), SPD-Politikerin
- Theo Michaely (1928–2012), Bürgermeister ab 1974